# Blizzard Ski
Blizzard Ski ist ein Sportartikelhersteller mit Sitz im österreichischen Mittersill, der Ski herstellt. Das Unternehmen gehört zur italienischen Tecnica Group.

## Geschichte
Blizzard wurde 1945 von Anton Arnsteiner (1925–2013), der, mehrmals verwundet, aus dem Zweiten Weltkrieg in seinen Heimatort Mittersill zurückgekehrt war, in dessen Tischlerei gegründet. Neben Möbeln und anderen Gegenständen aus Holz fertigte er auch Skier an, die trotz der damaligen wirtschaftlichen Lage nach dem Krieg rasch zum Erfolgsprodukt seines Betriebes wurden.
1953 wurde die Marke Blizzard eingetragen. 1954 verwendete Blizzard als erster Hersteller serienmäßig Polyethylen-Skibeläge, die in den kommenden Jahren Standard wurden. 1957 erweiterte Arnsteiner erstmals den Betrieb, mittlerweile mit etwa 30 Mitarbeitern bzw. Angestellten. Fiberglas und Metall wurden als „neue Skimaterialien“ eingeführt.
1960 war die Mitarbeiterzahl auf achtzig gestiegen, und der „Metallski“ wurde in Serie gefertigt. 1963 zerstörte ein Brand den Großteil des Fabrikgebäudes. 1964 wurde im Zuge der großen Renovierungsarbeiten die zweite Ausbaustufe im Werk Mittersill vorgenommen. 1965 meldete der damalige Geschäftsführer einen Rekordumsatz und erhöhte die Anzahl der Beschäftigten auf zweihundert.
1970 wurde der Betrieb (300 Beschäftigte) zum dritten Mal erweitert. 1974 betrug das Volumen des komplett neuen Werkes 500.000 Ski/Jahr und die „Blizzard Skifabrik Anton Arnsteiner“ wurde in „Blizzard GmbH“ umbenannt. 1976 wurde für den deutschen Markt eine Zweigniederlassung in Sauerlach bei München errichtet. 1980 kam nach sechs Jahren Entwicklungszeit und einer Investition von 30 Mio. Schilling der „Thermoski“ auf den Markt. Mit neun Weltcupsiegen und dem Gesamtweltcupsieg war Blizzard, gemessen an den auf Blizzard-Skiern erzielten sportlichen Erfolgen, die Nummer eins im österreichischen Skimarkt.
Auf der ISPO präsentierte Blizzard 1996 den ersten Carving-Ski. Das Unternehmen meldete im Herbst desselben Jahres Insolvenz an, und am 1. Oktober 1996 folgte die Übernahme durch den Schweizer Sportartikelhersteller Scott. 2005 übernahmen Karl Hofstätter (33,3 %) und Anton Stöckl (66,6 %) das Unternehmen. Bereits 2006 zog sich Stöckl zurück und veräußerte seine Anteile im Oktober an die Tecnica-Gruppe. 2007 übernahm die Tecnica-Group das restliche Drittel von Hofstätter.
2009 wurde der Produktionsstandort Mukachevo in der Ukraine nach Tschop, ebenfalls in der Ukraine, verlagert.
Mit der Kollektion 2009/10 wurde das Vertriebsnetzwerk von Blizzard und Tecnica in den Kernmärkten in Europa (unter anderem Österreich und Deutschland) zusammengeführt und Blizzard nun als Marke der Gruppe über diese Vertriebskanäle angeboten.
Seit 2010 sind die Vertriebsstrukturen innerhalb und auch erstmals außerhalb Europas in das bestehende Tecnica-Group-Netz integriert worden (Italien, Frankreich, Großbritannien, Niederlande, Belgien, Schweden, Finnland, Tschechien, Polen, USA, Kanada, Japan und Korea). Erstmals in der Firmengeschichte wurde Blizzard der European Ski Award (besser bekannt als ispo Award) für das IQ-Power System in der Kategorie Ski Hardware verliehen.
In den Folgejahren wurden die Produktangebote von Blizzard Ski und Tecnica Skischuhen angeglichen und aufeinander abgestimmt. Trotz der weiteren Verwendung beider Markennamen für die jeweiligen Produktkategorien werden in den Angeboten übergreifend Produktnamen verwendet. So tragen alle Produkte aus dem Rennsport den Zusatz FIREBIRD oder ZERO G im Tourensegment.

## Produkte

### Super Epoxi
Der erste Blizzard Ski, der Ende der 50er Jahre in Sandwichbauweise gefertigt wurde. Neben Holz kamen erstmals Fiberglas und Epoxidharz zum Einsatz.

### Blizzard Total
Mittel Siebdruckverfahren wurden Ende der 60er Jahre Grafiken auf die Skioberflächen gedruckt, welche bis dahin nur einfarbig lackiert waren.

### Firebird
Neben der herkömmlichen Bauweise mit Holz wurden unter dem Namen Firebird die ersten Ski mit Kunststoffkern ins Sortiment aufgenommen. Der Name Firebird wird seit 2018 wieder für die Rennprodukte verwendet.

### Thermoski
In den 70er Jahren wurden über 30 Millionen Schilling in die Entwicklung des Thermoski investiert. Dieser passte sich durch den Einsatz und die Kombination von verschiedenen temperaturabhängigen Materialien den jeweiligen Schnee- und Pistenverhältnissen an. Da die beiden Ski unterschiedliche Konstruktionen hatten, wurde vorgegeben, welcher Ski an welcher Seite (Links oder Rechts) benutzt werden musste.

### Quattro
Eine Weiterentwicklung des Thermoski wurde 1982 präsentiert: der Blizzard Quattro Ski. Die sogenannte „Talski-Automatik“ wurde mit der Thermoski-Funktion kombiniert und sollte das Skifahren noch leichter gestalten. Nach Rechtsstreitigkeiten mit dem Autohersteller Audi, der den Begriff Quattro bis heute einsetzt, wurde diese Technologie in den Folgejahren unter dem Namen Multi-Matic vermarktet.

### V20
Der V20 wurde ab Werk mit einer vormontierten Platte im Bindungsbereich ausgeliefert. Zur Zeit der Veröffentlichung dieses Produkts wurden Ski ohne jegliche Platten oder Bindungen der Hersteller angeboten. Eine spätere Variante „FTA“ (Flex Tuning Absorber) erlaubte die individuelle Anpassung der Skihärte mittels einer Stellschraube im hinteren Bereich der Bindungsplatte.

### IQ
Mit der Übernahme durch Karl Hofstätter und Anton Stöckl im Jahr 2005 wurde die Entwicklung eines Ski- und Bindungssystems gefördert, wie es bei anderen großen Herstellern der Industrie schon länger vorhanden ist. In der Kollektion 2005/06 wurde das sogenannte „IQ-System“ bei den Top-Modellen eingesetzt. Bei dem IQ-System handelt es sich um eine im Ski verarbeitete Führungsschiene, die die Bindung aufnimmt. Die Bindung kann nach vorne und hinten frei gleiten, und der Ski wird in der Kurve (im Schwung) total durchgebogen. Das Herausgleiten der Bindung während der Fahrt wird durch eine Schraube in der Mitte der Bindung verhindert. Das System in dieser Form ist patentiert und wird nur bei Blizzard so eingesetzt.

### IQ-Power
Durch größere Investitionen des Mutterkonzerns wurde die IQ-Technologie weiter entwickelt und in drei Modellen der Kollektion 2010/11 als IQ-Power Technologie in den Markt eingeführt. Das integrierte Bindungssystem wurde um einen Öldruck-Dämpfer im Mittelteil erweitert. Die Modelle erhielten zusätzliche Carbonstreben, die durch die direkte Verbindung mit dem Dämpfer bessere Laufruhe und mehr Dynamik ermöglichen.
Diese Technologie wurde 2011 auf der ISPO (Internationale Fachmesse für Sportartikel und Sportmode) mit dem „European Ski Award“ (auch bekannt als „ISPO-Award“) in der Kategorie „Ski Hardware“ prämiert.